# Marijan Mole
Marijan Molè, slovensko - poljski strokovnjak za zgodovino Irana, * 28. julij 1924, † 6. maj 1963
Zanimal se je za klasično perzijsko literaturo in misticizem, prav tako je bil zgodovinar religij. Svoje originalne poglede na zaratustrske rituale je predstavil v obsežnem delu Culte, mythe et cosmologie dans l’Iran ancien (Pariz, 1963). Po Moletovi prerani smrti je Jean de Menasce uredil in izdal njegove raziskave o zaratustrstvu v knjigi La Légende de Zoroastre selon les textes pehlevis (Pariz, 1967). Njegova ostala dela so bila velik prispevek k iranskim študijam, islamskemu misticizmu in sufizmu. 

## Biografija
Oče Marijana Moleta je bil slovenski umetnostni zgodovinar, arheolog, konservator, profesor in pesnik Vojeslav Mole. Vojeslav Mole je večino življenja preživel v Krakovu na Poljskem, kjer je bil profesor na bizantinsko kulturo. Tam se je poročil s Poljakinjo Elo s katero je imel dva otroka, sina Marijana in hči Vero. 
Marijan Mole je večino življenja živel v Krakovu. Po napadu Nemčije na Poljsko leta 1939 se je celotna družina preselila v Ljubljano, kjer so ostali tudi celotno vojno. Po šestih letih v Ljubljani so se preselili nazaj v Krakov. Kasneje je kot štipendist študiral v Parizu na Sorboni. Štiri leta je živel v Iranu, kjer je preučeval stare perzijske, predvsem pahlavijske tekste. Oženil se je s Francozinjo Eliane s katerom je imel sina Kristjana. Marijan Mole je nepričakovano umrl v Parizu, kjer je živel zadnja leta.
Marijan Mole je bil poliglot in je poleg poljščine in slovenščine, govoril tudi arabsko, sanskrt, turško, gruzijsko, armensko, perzijsko, iransko in urdujščino.